# Santo Tomé (departamento)
Santo Tomé é um departamento da província de Corrientes. Possuía, em 2019, 72.157 habitantes.